# Jan Grzywaczewski (działacz społeczny)

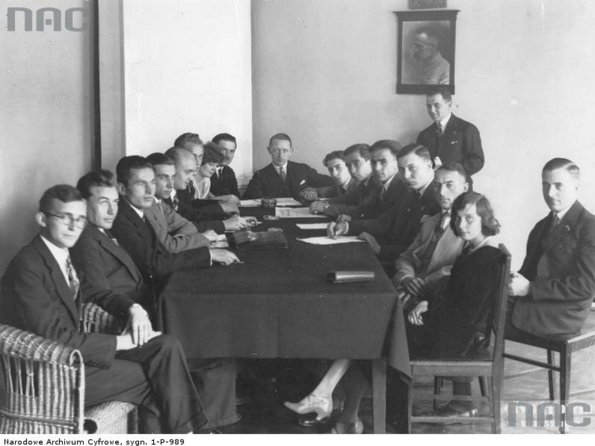
Członkowie Rady Naczelnej Polskiego Związku Młodzieży Demokratycznej podczas obrad 21 września 1930 roku. W środku widoczny Jan Grzywaczewski. Z lewej od góry do dołu widoczni: Janusz Rakowski, Lipińska, Szeleźniak, Sergialis, Klukowski, Bartoszczyk, Łuczyński i Szulc. Z prawej od góry do dołu widoczni: Pogucki, Ostrowski, Franciszek Ursus Siwiłło, Szper, przewodniczący Wydziału Wykonawczego Związku Tomasz Piskorski, Tadeusz Żenczykowski i Maria Piskorska. Ze zbiorów NAC.

Jan Grzywaczewski (ur. w 1901, zm. 7 września 1939 w Siedlcach) – polski działacz społeczny.

## Życiorys
Był synem Kazimierza, szewca, i Rozalii z domu Dziugieł, miał starszego brata Stanisława. Uczył się nieregularnie, na skutek trudnych warunków materialnych. W 1926 roku zdał maturę po ukończeniu kursów dla byłych wojskowych i rozpoczął studia na Wydziale Prawa Uniwersytetu Warszawskiego. Poza tym uczył się w Szkole Nauk Politycznych i na Wolnej Wszechnicy Polskiej.
W latach 1918–1921 służył w wojsku, skąd wyszedł w stopniu sierżanta.
Po wojnie polsko-bolszewickiej rozpoczął pracę w drukarni, gdzie po pewnym czasie został zastępcą kierownika.
Działał w organizacjach ideowych młodzieży akademickiej. Należał do Organizacji Młodzieży Narodowej Szkół Wyższych i brał udział w jej przekształcaniu w Związek Polskiej Młodzieży Demokratycznej (ZPMD), w którym został przewodniczącym okręgu i członkiem Wydziału Wykonawczego, kierującym pracami Związku na wszystkich uczelniach Polski. Był członkiem Komitetu Centralnego (w roku 1931/1932) tajnego Związku Młodzieży Polskiej („Zetu”) oraz Związku Patriotycznego. W tym czasie był również redaktorem „Myśli Akademickiej” i współpracownikiem „Brzasku” (gdzie przeważnie pisał anonimowo).
Interesował się zagadnieniami handlu zagranicznego, emigracji i sprawami morskimi. Był współzałożycielem i pierwszym prezesem Akademickiego Związku Morskiego (AZM). Jako prezes tego związku reprezentował go na Międzynarodowym Zjeździe „Organizacji Studentów” w Bukareszcie (1932). W latach 1933–1935 był jednym z założycieli i redaktorów kwartalnika AZM-u „Szkwał”. Współpracował również z miesięcznikiem „Morze”. Był organizatorem akademickich obozów letnich nad morzem i członkiem Rady Głównej Ligi Morskiej i Kolonialnej. Czynnie uczestniczył w zjazdach Światowego Związku Polaków za Granicą w latach 1934–1938.
W latach 1930–1939 pracował w Departamencie Handlu Zagranicznego Ministerstwa Przemysłu i Handlu.
W 1938 roku został odznaczony Srebrnym Krzyżem Zasługi za zasługi w służbie państwowej.
W sierpniu 1939 roku został powołany jako podporucznik rezerwy do wojska. Poległ od bomby niemieckiej, pełniąc obowiązki komendanta dworca w Siedlcach.